# Hbomberguy
Harry Brewis (Yorkshire del Oeste, Reino Unido, 19 de septiembre de 1992), más conocido como Hbomberguy, es un youTuber y streamer de Twitch británico. Brewis produce videoensayos sobre diversos temas como el cine, la televisión y los videojuegos, combinándolos a menudo con argumentos de posiciones políticas y económicas de izquierda. También crea videos para desmentir teorías conspirativas y responder a argumentos de derecha y antifeministas.

## Contenido
Brewis creó el canal de YouTube Hbomberguy el 28 de mayo de 2006. Para diciembre de 2023, el canal contaba con más de 1.5 millones de suscriptores. También sube sus vídeos al servicio de streaming en línea Nebula.
Los videos de Brewis suelen tener el formato de minidocumentales, en los que habla directamente a la cámara sobre un tema concreto intercalando sketches cómicos y chistes. Para garantizar la veracidad, consulta a expertos y verificadores de hechos. Algunos de los vídeos más populares de su canal son los de la serie A Measured Response, en los que Brewis critica a personajes como los teóricos de la conspiración de la Tierra plana, los artistas del ligue, los antivacunas y los creadores de contenidos que creen que la soja hace femeninos a los hombres y utilizan el término soy boy. Debido a sus vídeos en los que refuta las ideas de la derecha y la derecha alternativa, Brewis ha sido descrito como parte de BreadTube, una red informal de YouTubers de izquierda; sin embargo, él no se asocia a sí mismo con el término. Al igual que otros canales de YouTube bajo la etiqueta BreadTube, el contenido político de Brewis refleja la presentación de populares creadores de contenidos no políticos, como ensayistas de cultura pop y YouTubers de videojuegos.
Además de sus análisis políticos y su serie Measured Response, Brewis ha producido reseñas audiovisuales de larga duración y videoensayos sobre diversos temas, como la televisión, el cine, la cultura de Internet y los videojuegos. En julio de 2020, Brewis publicó un vídeo en el que criticaba la serie web estadounidense RWBY. Antes de su publicación, Brewis intentó subir el vídeo y lo encontró automáticamente bloqueado por el sistema Content ID de YouTube. Brewis optó por reeditar ampliamente el vídeo para eludir esta detección automática y contratar a un abogado para que revisara el contenido con el fin de garantizar que cumplía con el uso justo antes de su publicación. En un ensayo en el que criticaba el sistema Content ID, la Electronic Frontier Foundation destacaba la dificultad de Brewis como ejemplo de cómo Content ID «socava» la intención del uso justo.
En noviembre de 2022, Brewis publicó «ROBLOX_OOF.mp3», un videoensayo que documentaba muchas de las afirmaciones de gran repercusión que Tommy Tallarico había hecho en relación con su carrera, incluida la de ser el creador del efecto de sonido en el centro de su disputa legal con Roblox, sus récords Guinness y ser el primer estadounidense en trabajar en la franquicia Sonic the Hedgehog, y concluía que muchas eran exageraciones o deliberadamente falsas.

### Stream benéfico de Mermaids
Del 18 al 21 de enero de 2019, Brewis retransmitió continuamente en directo para recaudar fondos para la organización benéfica para transgéneros británica Mermaids. Su objetivo era completar el videojuego Donkey Kong 64 encontrando todos los objetos coleccionables posibles y lo consiguió en 57 horas y 48 minutos. Mermaids había recibido fondos de la Lotería Nacional Británica, pero la financiación fue retenida y puesta en revisión tras las críticas del escritor de comedias y activista antitransgénero Graham Linehan y otros, lo que inspiró a Brewis a hacer streaming en apoyo de la organización benéfica.
El stream contó con varios invitados notables, entre ellos la congresista estadounidense Alexandria Ocasio-Cortez; la activista y denunciante Chelsea Manning; la actriz Mara Wilson; los periodistas Paris Lees y Owen Jones; el creador de Adam Ruins Everything, Adam Conover; el autor Chuck Tingle; Matt Christman y Virgil Texas, del pódcast Chapo Trap House; el compositor de Donkey Kong 64 Grant Kirkhope; el atleta de la NFL Chris Kluwe; los desarrolladores de videojuegos Rebecca Heineman, Josh Sawyer, John Romero y Scott Benson; las YouTubers Natalie Wynn, Lindsay Ellis, Abigail Thorn y James Stephanie Sterling; así como la CEO de Mermaids, Susie Green. Colin Mochrie, Neil Gaiman, Cher, Matthew Mercer, Adam Savage, Hidetaka Suehiro y SonicFox también tuitearon en apoyo de la transmisión en directo y de la caridad. La transmisión comenzó con un objetivo de 500 dólares, pero rápidamente superó el objetivo y varios objetivos de financiación posteriores. En las primeras 24 horas, la transmisión recaudó más de 100 000 dólares. En total, se recaudaron más de 347 000 dólares (265 000 libras esterlinas) para la organización benéfica a través de la transmisión en directo, con más de 659 000 espectadores.
La transmisión en directo obtuvo atención y elogios. The Guardian lo calificó de «antídoto contra lo peor de la cultura del videojuego», y fue elogiado en una moción presentada en el Parlamento Escocés por el coorganizador del Partido Verde Patrick Harvie. En julio de 2019, la revista LGBT Attitude reconoció el livestream honrando a Brewis con un premio Attitude Pride. Mermaids también agradeció a Brewis el livestream en su cuenta de Twitter.

### «Plagiarism and You(Tube)»
El 2 de diciembre de 2023, Brewis subió un videoensayo de casi cuatro horas titulado «Plagio y You(Tube)», en el que discutía el plagio y presentaba acusaciones y pruebas de plagio contra los YouTubers Filip Miucin, Cinemassacre, iilluminaughtii, Internet Historian y James Somerton. La segunda mitad del vídeo se centró en Somerton, lo que desencadenó una reacción pública en su contra. Brewis acusó a Somerton de plagio expansivo, apropiándose de contenidos de varios otros escritores y creadores de contenidos queer. El celuloide oculto, una película de 1996 basada en el libro homónimo de Vito Russo, y Tinker Belles and Evil Queens, un libro de 2000 de Sean Griffin, fueron algunas de las obras que Somerton fue acusado de plagiar, en parte o en su totalidad, en al menos 26 de sus vídeos.
Además de las acusaciones de plagio, otro YouTuber, Todd in the Shadows, publicó un vídeo poco después de Hbomberguy en el que acusaba a Somerton de mentir con regularidad y difundir información errónea y afirmaciones dudosas en sus vídeos.
Como respuesta, Somerton retiró todos sus vídeos de la vista del público y desactivó sus cuentas de Twitter y Patreon. También eliminó el sitio web de su estudio de cine, Telos, criticado por recaudar fondos sin producir ninguna película. Somerton posteriormente publicó un video de disculpa que fue ampliamente criticado. En su vídeo, Somerton decía que continuaría su carrera, y volvió a abrir su cuenta de Patreon sin notificárselo a sus mecenas. Esto suscitó la preocupación de que se cobrara a personas sin su conocimiento. Somerton retiró el vídeo de disculpa pocas horas después de subirlo y cerró su Patreon por segunda vez. El 5 de marzo de 2024, Somerton publicó una aparente nota de suicidio en sus redes sociales, provocando preocupación; sin embargo, posteriormente fue confirmado que estaba a salvo el 11 de marzo por Kat Lo, editora y productora que ha trabajado con Brewis.

## Recepción
Brewis ha sido elogiado por el formato y los comentarios de su canal de YouTube. Su vídeo de 2017 sobre VHS, realizado en colaboración con Shannon Strucci, fue elogiado por TenEighty Magazine como una excelente «profundización» en el tema. Su videoanálisis del cómic Ctrl+Alt+Del "Loss" ha recibió aclamación: fue seleccionado por Polygon como uno de los diez mejores videoensayos de 2018 y fue nominado tres veces en la colección Sight & Sound de las críticas videográficas más destacadas de 2018, con el crítico de cine y cineasta británico Charlie Shackleton declarando:

El fiablemente genial H. Bomberguy promovió el videoensayo de YouTube a un nuevo territorio con esta muñeca Matrioshka de una subida: una crítica por capas del webcómic de juegos Ctrl+Alt+Del, el clásico de mal gusto de Tommy Wiseau The Room y el propio videoensayo de YouTube. Por si fuera poco, es una película de terror.

Climate Denial: A Measured Response de Brewis también fue nominado para la lista 2019 de Sight & Sound de los mejores videoensayos del año, con Shannon Strucci diciendo: «esto es lo más fuerte que me he reído con cualquier videoensayo ... y el humor y la energía que Harris aporta a su trabajo sin sacrificar la sinceridad o la profundidad de la investigación es, en lo que a mí respecta, incomparable».

## Vida personal
Brewis nació y creció en Yorkshire del Oeste. Brewis es bisexual y ateo. Es socialista y apoyó a Jeremy Corbyn en las elecciones generales del Reino Unido de 2017.
Antes de dedicarse a YouTube a tiempo completo, Brewis trabajó como ingeniero informático y luego como animador para el canal de YouTube de The School of Life.